# گر یک نفست ز زندگانی گذرد
رباعی با مطلع "گر یک نفست ز زندگانی گذرد"، رباعی شماره ۸۶ از خیام به تصحیح محمدعلی فروغی و قاسم غنی می‌باشد.

## شعر
گر یک نفست ز زندگانی گذرد
مگذار به جز به شادمانی گذرد
هشدار که سرمایه سودای جهان
عمر است چنان کش گذرانی گذرد

## معنی
اگر حتی یک نفس برای زندگی کردن باقی داری، نگذار که به جز به شادمانی و خوشی گذرد، آگاه باش که سرمایه کل دنیا همین عمر و جان است که همان‌گونه که آنرا تو بگذرانی، همان‌گونه می‌گذرد.